# Shinmoedake
Shinmoedake, på japanska 新燃岳, är en vulkan i Kyushu, Japan. Senaste utbrottet startade den 13 mars 2011. Japanska myndigheter har klassificerat utbrottet som en trea på den 5-gradiga skalan. Vulkanens förra utbrott, som ägde rum 19 januari, var det största uppmätta utbrottet på 52 år. Efter utbrottet i januari hade vulkanen under flera veckor varit sovande, men började återigen spy ut aska och stenar den 13 mars, två dagar efter den stora jordbävningen vid Sendai.  Tidigare har den haft utbrott 1716, 1717, 1771, 1822, 1959, 1991, 2008, 2009 och i januari 2011. Delar av Bond-filmen Man lever bara två gånger från 1967 spelades in här.